# N. de Mallorca
N. de Mallorca fou una filla il·legítima del rei Sanç de Mallorca i d'una filla del cavaller osonenc Guillem de Puigbadró. Es casà, abans de l'any 1324, amb el Pere de Talarn, cavaller català pertanyent a una família del Pallars, possiblement emparentada amb els vescomtes de Vilamur